# Brahim Asloum
Brahim Asloum (Bourgoin-Jallieu; 1979. január 31. –) algériai származású olimpiai bajnok francia ökölvívó.

## Amatőr eredményei
- 2000-ben olimpiai bajnok papírsúlyban.

## Profi karrierje
2001-ben kezdte profi pályafutását. Először 2005. december 5-én mérkőzött világbajnoki címért a WBA légsúlyú bajnoka, a venezuelai Lorenzo Parra ellen, de pontozással kikapott, majd 2007. március 10-én a WBO légsúlyú bajnoka, Omar Andres Narvaes ellen maradt alul.
2007. december 8-án már egy súlycsoporttal lentebb, az argentin Juan Carlos Reveco legyőzésével megszerezte a WBA kislégsúlyú világbajnoki címét.
25 mérkőzéséből 23-at megnyert, kettőt vesztett el.